# Гојко Челебић
Гојко Челебић (Подгорица, 1958) црногорски је писац и дипломата.

## Биографија
Завршио је средњу школу у Цетињу, а студирао је на Правном факултету Универзитета у Новом Саду и у Подгорици. Године 1989. је дипломирао драматургију на Позоришном факултету Академије сценских уметности у Прагу. Током дисидентског покрета у источној Европи кроз који се градио као творац сличних радова од 1980-их је режирао бројне позоришне комаде дисидентских писаца и почео је да објављује драме, поезију, кратке приче и романе. Усавршавао се у позоришту у Берлину 1987. године када је учествовао на семинару о Бертолту Брехту. Године 1989. је одбранио мастер у Прагу. Политичку каријеру је почео са позиције министра културе у Црној Гори у влади премијера Мила Ђукановића, мандата који је трајао од 1993. до 1996. године. Тренутно ради као заменик сталног представника Црне Горе при Уједињеним нацијама у Њујорку. По књижевном позиву је романописац, пише традиционалне европске филозофске романе.
Његови књижевно-историјски радови су везани за европски барок, јужнословенске језике и културу посебно на оне који се односе на средњовековни и барокни Котор. Најзначајнији утицај на његов књижевни развој су имали хипи покрет, Милован Ђилас и Владимир Набоков, као и бројни писци његове генерације у Пољској, Немачкој и Русији. Почетком деведесетих је основао и режирао два антологијска пројекта: збирку романа објављену у двадесет свезака која представља антологију црногорских романа у 20. веку и потпуну антологију црногорске књижевности која се развија годинама. Ова дела су настала на четири језика: латинском, италијанском, српском и црквенословенском. Течно говори енглески, француски, чешки, руски и шпански језик.
Студија „Челебић: искуство и пјесништво”, чији је аутор Александар Ћуковић, а која је објављена 2022. године у издању „Бока Ф”, у цјелости је посвећена анализи Челебићеве поезије. Ћуковић је и приређивач обимног издања сабране поезије Гојка Челебића под називом „Поезије” која је 2022. године објављена у издању „Фактума” из Београда и „Бока Ф” из Подгорице.